# Křemže
Křemže es una localidad del distrito de Český Krumlov, en la región de Bohemia Meridional, República Checa. Tiene una población estimada, a principios del año 2021, de 2931 habitantes. 
Se encuentra ubicada en el sur de la región, en la zona de la selva de Bohemia, al sur de la ciudad de Praga y de la orilla del río Moldava —el más largo del país, afluente del río Elba— y al norte de la frontera con Austria.